# Cheb Hasni
Hasni Chakroun (Orán, 1 de febrero de 1968 - Orán, 29 de septiembre de 1994), más conocido como Cheb Hasni (‘el joven Hasni’), fue un cantante argelino de música raï. Es una figura mítica en la historia de la música moderna magrebí. Además de cantar, tocaba sintetizador, acordeón y oud.
En árabe, su nombre era حسني شكرون Ḥasnī Šakrūn. Fue más conocido como الشاب حسني Al-Ŝābb Ḥasnī (‘el joven Hasni’).

## Biografía
Hasni Chakroun nació en el popular barrio oranés de Gambetta, hijo de un soldador. Allí hizo sus estudios primarios e inició la secundaria, que abandonó para convertirse en jugador del equipo de fútbol local. Sin embargo, también acabó dejando de lado el deporte y empezó a ganarse la vida como cantante en bodas y fiestas privadas de Orán, acompañado por un pequeño grupo musical.
El primer contacto con la industria discográfica lo tuvo a raíz del gran éxito cosechado en una de esas fiestas particulares, en la que fue presentado ya como un joven prodigio. Hasni, entre otros temas, puso su voz a una conocida canción argelina, logrando galvanizar al público. Poco después graba sus primeros álbumes: las casetes de sus canciones empiezan a circular por los mercados, en cantidad cada vez mayor, compartiendo espacio con otros cantantes como Cheb Khaled. En los siguientes ocho años grabaría unos 150 casetes.
Muy conocido en Orán, su fama se extiende por toda Argelia y cruza el mar para llegar a las banlieues (suburbios) de París, donde viven cientos de miles de argelinos y sus descendientes. De su primer álbum, grabado con Chaba Zahouania en 1986, vende más de un millón de copias. Hasni canta rai y canciones del repertorio popular oranés y argelino, pero también interpreta a los más grandes cantantes árabes, como Farid al-Atrash.
En 1987 ―a los 19 años― se casó y en 1991 nació su hijo Abdellah. Su esposa e hijo residían en Francia, y protagonizan varias canciones de Hasni. El cantante, sin embargo, nunca quiso dejar Argelia. A pesar del inicio de la cruenta guerra civil argelina ―de la que acabaría siendo víctima― siguió viviendo en su barrio natal de Orán.
El 5 de julio de 1993 ofreció el que sería su último concierto, con ocasión de la fiesta de la Independencia, ante más de 150 000 personas.
El 29 de septiembre de 1994, cuando regresaba a su casa después de una jornada de grabaciones, dos individuos que iban en moto le dispararon dos tiros, uno en el cuello y otro en la cabeza. Hasni murió en brazos de su hermano Houari, a los 26 años, delante de la casa familiar. Su muerte continúa siendo un misterio hasta el día de hoy aunque entre la población se cree que lo asesinó el Departamento de Inteligencia y Seguridad del Gobierno para culpar al Frente Islámico de Salvación y dañar su popularidad. Sus funerales se convirtieron en una multitudinaria manifestación de duelo y protesta.
El 15 de febrero de 1995, el productor de música raï Rachid Baba Ahmed fue asesinado en el mismo contexto.

## Discografía

### Álbumes principales
- 1986: Mon premier amour
- 1986: Barraka (feat Zehwania)
- 1987: Ila ajbek ezzine
- 1987: Issèlou aalik è oomri
- 1989: Bayda mon amour v1
- 1989: Moulèt essag ddrif
- 1988: Nbellaa bèbi
- 1988: Lmossiba kharja m e lycée
- 1988: Ma dannitch netfèrkou
- 1988: Ssadda nass ellil
- 1990: Aadyèni bezzèf (feat. Noria)
- 1990: C'est fini aalik yè mehhenti
- 1988: Moul el cabaret (feat. Abd Elhakk)
- 1990: Tèlbouni hetta f echchira"
- 1988: Netrajja f elhèbib
- 1989: Sid elkadi
- 1990: Adieu l'amour
- 1991: Aaayit ensaleh, aayit neddareb
- 1987: Hè bouya, llila mè tefrèchi
- 1990: Saadek tzouwwejti
- 1987: S'hab elbaroud
- 1989: Chchira lli nebriha dima ybènli khyèl'ha
- 1990: Aalèch rani maadeb
- 1990: Enroh maak laaziza
- 1990: Chkoune irabbili weldi
- 1990: Èna barkèni, èna kilouni
- 1990: Love me say
- 1990: Rah Ben Bella l essaddam (single).
- 1991: J'ai mal au cœur
- 1991: Chlèrmek deggouni (feat. Zohra)
- 1991: Elli zahreh mè yendamchi (single).
- 1991: Tout l' monde est là
- 1991: Wellah mè kount dèyrek passager
- 1991: Dis moi ha zzarga
- 1991: Ssaraha raha
- 1991: Hdartou fiya ou goultou mèt (tres canciones de Hasni y tres de Nasro).
- 1991: Elli dlamni wellah mani msèmheh
- 1991: Charaatni
- 1991: Nediha meryoula
- 1991: C'est pas la peine
- 1992: Ghir dommage
- 1992: Tlabti lfrèk
- 1992: Oran la france
- 1992: Ghir mè tebkich
- 1992: Aakkar
- 1992: C'est fini
- 1992: Tal ryèbek yè rzèli
- 1992: Choufi oomri cha sra
- 1993: Rabta lhenna
- 1993: Rani khellithè lek èmèna
- 1993: Mè nnejemch eniich d eliicha
- 1993: C est la logique yè bent ennès
- 1993: Hebbitek mè s'elt ennès
- 1993: Dèymen enwassik
- 1993: Ki nchouf'ha yerkebni lhbèl
- 1993: Guaa ennsa
- 1993: Hekmet aalia rrab elaali (feat Zèhia)
- 1993: Mani mani
- 1993: Tebki wella mè tebkich
- 1993: Enfin lkit elli tefhemni
- 1993: Brit èna nchoufek
- 1993: Rani Mourak
- 1993: Nti sbèb rbinti
- 1993: Guaa errjèl elli kèyen
- 1994: Kounti f eddar sabra
- 1994: Ddèteh emmigré
- 1994: Khawwefni rjouaak
- 1994: Meddit aahdi, ça y'est c'est fini
- 1994: Saàdini (feat. Sorya Kinane, & Bouzid Abdelghani)
- 1994: Aalèch yè aayniyya
- 1994: Ma bkatch elhedda
- 1994: Rabbi ltof biya
- 1994: Rani nèdem aalè liyyèm
- 1994: Hiyya maaya ou techkor ghir fih
- 1994: Houwwsi fok el'ard yè mra
- 1994: Kbira la différence binek ou binha (single).
- 1994: Mè zèl galbi m elkiyya ma bra (single).
- 1994: Kount aaz'ha kter men oomri
- 1994: Iridoni bnèt ennès
- 1994: Srat biyya kassa
- 1994: Rani marra hna ou marra lhih"
- 1994: Mouti khir m hyèti
- 2002: Aaliha rani nssèl

### Recopilaciones
- 1994: Rani mourak
- 1997: Lovers Rai
- 2000: Salam Maghreb
- 2001: Hasni
- 2002: 8 ans déjà
- 2003: Khatfet galbi
- 2003: Le Coffret d'or
- 2006: Best of